# Teresa Noyola
Teresa Noyola Bayardo (* 5. April 1990 in Mexiko-Stadt) ist eine mexikanisch-US-amerikanische Fußballspielerin, die zuletzt in der Saison 2014 bei der Franchise der Houston Dash in der National Women’s Soccer League unter Vertrag stand.

## Karriere
Im Sommer 2012 unterzeichnete sie ihren ersten Profivertrag bei dem niederländischen BeNe-League-Verein ADO Den Haag. Diesen verließ sie im März 2013 vorzeitig, um zu NWSL-Saisonbeginn bei dem ihr zugeteilten Franchise in Seattle zu sein. Ihr Ligadebüt gab sie am 14. April 2013 gegen die Chicago Red Stars, ihr erstes Tor in der NWSL erzielte sie am 16. Mai 2013 bei einer 2:4-Heimniederlage gegen Washington Spirit. Am 1. Juli 2013 wurde ihr Wechsel zum Ligakonkurrenten FC Kansas City bekanntgegeben, für den sie in den verbleibenden Saisonspielen zu sieben Einsätzen kam. Bei der jährlichen Player Allocation zur Saison 2014 der NWSL wurde sie der neugegründeten Franchise der Houston Dash zugewiesen. Vor der Saison 2015 befand sich Noyola nicht mehr im Zuweisungspool des mexikanischen Verbandes.

### International
Noyola spielte zwischen 2005 und 2010 für diverse Jugendnationalmannschaften der USA. Am 15. Dezember 2010 debütierte sie beim 1:3 gegen die Niederlande beim Vier-Nationen-Turnier in Brasilien für die A-Nationalmannschaft Mexikos.  2014 nahm sie mit Mexiko am Vier-Nationen-Turnier in China teil und am CONCACAF Women’s Gold Cup 2014. Noyola wurde in zwei Gruppenspielen eingesetzt und erzielte beim 10:0-Rekordsieg gegen Martinique das letzte Tor in der Nachspielzeit. Im verlorenen Halbfinale gegen die USA wurde sie eingewechselt und auch im gewonnenen Spiel um Platz 3 eingesetzt, wodurch sich Mexiko als Dritter für die WM 2015 qualifizierte. Sie gehört auch zum Kader der Mexikanerinnen für die WM 2015 in Kanada.

## Erfolge und Auszeichnungen
- Hermann Trophy 2011, verliehen vom Missouri Athletic Club.